# Kiltartan Cave (Coole) SAC
Kiltartan Cave (Coole) SAC este o arie protejată (arie specială de conservare — SAC, sit de importanță comunitară — SCI) din Irlanda întinsă pe o suprafață de 0,01 ha, integral pe uscat.

## Localizare
Centrul sitului Kiltartan Cave (Coole) SAC este situat la coordonatele 53°05′54″N 8°49′21″W / 53.098277°N 8.822594°V.

## Înființare
Situl Kiltartan Cave (Coole) SAC a fost declarat sit de importanță comunitară în ianuarie 2002 pentru a proteja un număr necunoscut de specii din flora spontană și fauna sălbatică aflate în arealul zonei. Situl a fost protejat și ca arie specială de conservare în mai 2016.

## Biodiversitate
Situată în ecoregiunea atlantică, aria protejată conține 1 habitat natural: Peșteri inaccesibile publicului.
La baza desemnării sitului se află un număr nedeclarat de specii protejate.
Pe lângă speciile protejate, pe teritoriul sitului au mai fost identificate 1 specie de mamifere.